# Vida (album của Luis Fonsi)
| Đánh giá chuyên môn | Đánh giá chuyên môn |
| Nguồn đánh giá      | Nguồn đánh giá      |
| Nguồn               | Đánh giá            |
| ------------------- | ------------------- |
| AllMusic            | [ 1 ]               |
| Rolling Stone       | [ 2 ]               |

Vida là album phòng thu thứ 10 của nam ca sĩ người Puerto Rico Luis Fonsi. Album được phát hành thông qua Universal Music Latin Entertainment vào ngày 1 tháng 2 năm 2019. Đây là album đầu tiên của Fonsi trong vòng 5 năm. Album bao gồm các đĩa đơn "Despacito" (cả phiên bản gốc và bản phối lại), "Échame la Culpa", "Calypso" (cả phiên bản gốc và bản phối lại), "Imposible" và "Sola".

## Âm nhạc
Các ca khúc trong Vida chủ yếu được trình bày bằng tiếng Tây Ban Nha. Trong số các đĩa đơn từ album, "Sola" được Billboard mô tả là "một bản nhạc ứng tác thuộc thể loại R&B có nhịp độ trung bình, gợi lên bầu không khí oi bức với những tiếng chuông leng keng trên nền nhạc gồm rải rác những giai điệu cải biên". Album bao gồm những ca khúc có nhịp độ rất đa dạng, từ "các bài hát pha trộn giữa urban và pop có nhịp độ nhanh" như "Despacito" và "Échame la Culpa", cho đến những bản ballad lãng mạn như "Le pido al cielo". Billboard gọi Vida là một trong số những album được kỳ vọng nhất của năm 2019 và cho biết album sẽ bao gồm "nhiều bản ballad mới mà ở phần lớn trong số đó, Fonsi thể hiện bằng tiếng Tây Ban Nha và đem đến một chút âm hưởng của phong cách urban".

## Tiếp nhận phê bình
Vida nhận được đề cử ở hạng mục Album nhạc pop Latinh xuất sắc nhất tại Giải Grammy lần thứ 62.
| Xuất bản phẩm | Danh sách                                           | Vị trí | Ng.   |
| ------------- | --------------------------------------------------- | ------ | ----- |
| AllMusic      | Những tác phẩm xuất sắc nhất năm 2019 theo AllMusic | —      | [ 7 ] |

## Diễn biến thương mại
Tại Hoa Kỳ, Vida ra mắt ở vị trí thứ 18 trên bảng xếp hạng Billboard 200 với doanh số đạt 22.000 đơn vị album tương đương. Album cũng ra mắt ở vị trí quán quân trên hai bảng xếp hạng Top Latin Albums và Latin Pop Albums.

## Danh sách bài hát
Thông tin được lấy từ iTunes.
| STT              | Nhan đề                                                            | Sáng tác                                                                  | Thời lượng |
| ---------------- | ------------------------------------------------------------------ | ------------------------------------------------------------------------- | ---------- |
| 1.               | "Sola"                                                             | Luis Rodríguez Mauricio Rengifo Andrés Torres                             | 3:24       |
| 2.               | "Apaga la Luz"                                                     | Rodriguez Paolo Tondo Luis Salazar Jovany Barreto                         | 3:32       |
| 3.               | "Le Pido al Cielo"                                                 | Rodriguez M. Rengifo Torres Johan Arjona                                  | 4:07       |
| 4.               | "Imposible" (với Ozuna)                                            | Rodríguez Vicente Saavedra M. Rengifo Juan Carlos Ozuna Rosado Torres     | 2:44       |
| 5.               | "Poco a Poco"                                                      | Johan Arjona                                                              | 2:55       |
| 6.               | "Dime Que No Te Irás"                                              | Johan Arjona Rodriguez Ferras Alquasi Claudia Menkarski                   | 4:21       |
| 7.               | "Échame la Culpa" (với Demi Lovato)                                | Rodríguez Alejandro Rengifo M. Rengifo Torres                             | 2:53       |
| 8.               | "Tanto para Nada"                                                  | Rodriguez Johan Arjona Torres Menkarski                                   | 3:50       |
| 9.               | "Despacito" (hợp tác với Daddy Yankee)                             | Rodríguez Erika Ender Ramón Ayala                                         | 3:49       |
| 10.              | "Más Fuerte Que Yo"                                                | Johan Arjona Rodriguez Torres Ximena Munoz                                | 3:49       |
| 11.              | "Calypso" (hợp tác với Stefflon Don)                               | Rodríguez Oladayo Olatunji Johan Arjona M. Rengifo Torres Stephanie Allen | 3:20       |
| 12.              | "Ahí Estás Tú"                                                     | Johan Arjona Rodriguez Torres                                             | 3:22       |
| 13.              | "Despacito" (Phối lại) (hợp tác với Daddy Yankee và Justin Bieber) | Rodríguez Ender Ayala Justin Bieber Jason Boyd Marty James                | 3:50       |
| 14.              | "Calypso" (Phối lại) (hợp tác với Karol G)                         | Rodríguez Olatunji M. Rengifo Torres Allen                                | 3:05       |
| 15.              | "Sola" (Phiên bản tiếng Anh)                                       | Rodríguez M. Rengifo Torres Ross Golan                                    | 3:24       |
| Tổng thời lượng: | Tổng thời lượng:                                                   | Tổng thời lượng:                                                          | 52:25      |

## Xếp hạng và chứng nhận
| Bảng xếp hạng (2019)                | Vị trí cao nhất |
| ----------------------------------- | --------------- |
| Album Áo (Ö3 Austria)               | 41              |
| Album Bỉ (Ultratop Vlaanderen)      | 64              |
| Album Bỉ (Ultratop Wallonie)        | 114             |
| Album Canada (Billboard)            | 47              |
| Album Cộng hòa Séc (ČNS IFPI)       | 83              |
| Album Hà Lan (Album Top 100)        | 91              |
| Pháp (SNEP)                         | 76              |
| Album Đức (Offizielle Top 100)      | 27              |
| Ý (FIMI)                            | 89              |
| Album Bồ Đào Nha (AFP)              | 29              |
| Tây Ban Nha (PROMUSICAE)            | 1               |
| Album Thụy Sĩ (Schweizer Hitparade) | 6               |
| Album Hoa Kỳ Billboard 200          | 18              |
| Album Hoa Kỳ Top Latin (Billboard)  | 1               |
| Album Hoa Kỳ Latin Pop (Billboard)  | 1               |

| Quốc gia                                                                                             | Chứng nhận            | Số đơn vị/doanh số chứng nhận |
| --- | --------------------- | ----------------------------- |
| Brasil (Pro-Música Brasil)                                                                           | 2× Kim cương          | 320.000‡                      |
| Hoa Kỳ (RIAA)                                                                                        | 22× Bạch kim (Latinh) | 1.320.000‡                    |
| * Chứng nhận dựa theo doanh số tiêu thụ. ‡ Chứng nhận dựa theo doanh số tiêu thụ và phát trực tuyến. |                       |                               |